# Mercedes-Benz type 204
Mercedes-Benz type 204 er chassiskoden for Mercedes-Benz C-klassen fra 2007 og frem. Type 204 afløste type 203 og fås som 4-dørs sedan og 5-dørs stationcar.
Motorudvalget er meget bredt med 4-, 6- og 8-cylindrede benzinmotorer og 4- og 6-cylindrede dieselmotorer.

## Billeder
- Cockpit
- Sedan (W204)
- Stationcar (S204)

## Motorer
| Model                           | Konfiguration             | Slagvolume       | Effekt / omdr.                | Moment / omdr.       | Motorkoder           | Årgang(e)         |
| Benzinmodeller                  | Benzinmodeller            | Benzinmodeller   | Benzinmodeller                | Benzinmodeller       | Benzinmodeller       | Benzinmodeller    |
| ------------------------------- | ------------------------- | ---------------- | ----------------------------- | -------------------- | -------------------- | ----------------- |
| C 180 Kompressor BlueEFFICIENCY | 4 cylindre i række - 16V  | 1,6 L (1597 cm³) | 115 kW (156 hk) / 5200        | 230 Nm / 3000 − 4500 | M 271 KE 16 ML red.  | 04/2008 − nu      |
| C 180 Kompressor                | 4 cylindre i række - 16V  | 1,8 L (1796 cm³) | 115 kW (156 hk) / 5200        | 230 Nm / 2600 − 4600 | M 271 KE 18 ML red.  | 03/2007 − 10/2008 |
| C 200 Kompressor                | 4 cylindre i række - 16V  | 1,8 L (1796 cm³) | 135 kW (183 hk) / 5500        | 250 Nm / 2800 − 5000 | M 271 KE 18 ML       | 03/2007 − nu      |
| C 250 CGI BlueEFFICIENCY        | 4 cylindre i række - 16V  | 1,8 L (1796 cm³) | 150 kW (204 hk) / 5500        | 310 Nm / 2000 − 4300 | M 271 DE 18 ML       | 06/2009 − nu      |
| C 230                           | 6 cylindre i V-form – 24V | 2,5 L (2496 cm³) | 150 kW (204 hk) / 6100        | 245 Nm / 2900 − 5500 | M 272 KE 25          | 03/2007 − 06/2009 |
| C 280, C 300                    | 6 cylindre i V-form – 24V | 3 L (2996 cm³)   | 170 kW (231 hk) / 6000        | 300 Nm / 2500 − 5000 | M 272 KE 30          | 03/2007 − nu      |
| C 350                           | 6 cylindre i V-form – 24V | 3,5 L (3498 cm³) | 200 kW (272 hk) / 6000        | 350 Nm / 2400 − 5000 | M 272 KE 35          | 03/2007 − nu      |
| C 350 CGI BlueEFFICIENCY        | 6 cylindre i V-form – 24V | 3,5 L (3498 cm³) | 215 kW (292 hk) / 6400        | 365 Nm / 3000 − 5100 | M 272 DE 35          | 10/2008 − nu      |
| C 63 AMG                        | 8 cylindre i V-form – 32V | 6,2 L (6208 cm³) | 336 kW (457 hk) / 6800        | 600 Nm / 5000        | M 156 KE 63          | 03/2007 − nu      |
| Dieselmodeller                  |                           |                  |                               |                      |                      |                   |
| C 200 CDI                       | 4 cylindre i række – 16V  | 2,1 L (2148 cm³) | 100 kW (136 hk) / 3800        | 270 Nm / 1600 − 3400 | OM 646 DE 22 LA red. | 03/2007 − nu      |
| C 220 CDI                       | 4 cylindre i række – 16V  | 2,1 L (2148 cm³) | 125 kW (170 hk) / 3800        | 400 Nm / 2000        | OM 646 DE 22 LA      | 03/2007 − 06/2009 |
| C 220 CDI BlueEFFICIENCY        | 4 cylindre i række – 16V  | 2,1 L (2143 cm³) | 125 kW (170 hk) / 3000 − 4200 | 400 Nm / 1400 − 2800 | OM 651 DE 22 LA red. | 06/2009 − nu      |
| C 250 CDI BlueEFFICIENCY        | 4 cylindre i række – 16V  | 2,1 L (2143 cm³) | 150 kW (204 hk) / 4200        | 500 Nm / 1600 − 1800 | OM 651 DE 22 LA      | 10/2008 − nu      |
| C 320 CDI, C 350 CDI            | 6 cylindre i V-form – 24V | 3 L (2987 cm³)   | 165 kW (224 hk) / 3800        | 510 Nm / 1600 − 2800 | OM 642 DE 30 LA      | 03/2007 − nu      |

## Fodnoter
1. ↑  Fra 06/2009 kaldet C 300
2. ↑  Fra 06/2009 kaldet C 350 CDI